# Bankea
Bankea (în bulgară Банкя) este un oraș în comuna Stolicina, regiunea Sofia-capitala,  Bulgaria. 

## Demografie
Componența etnică a orașului Bankea
     Bulgari (89,71%)
     Nicio identificare (8,81%)
     Altele (1,75%)
La recensământul din 2011, populația orașului Bankea era de 11.089 locuitori. Din punct de vedere etnic, majoritatea locuitorilor (89,71%) erau bulgari. Pentru 8,81% din locuitori nu este cunoscută apartenența etnică.